# Comté de Nowata
Le comté de Nowata est un comté situé au nord-est de l'État de l'Oklahoma aux États-Unis. Le siège du comté est Nowata. Selon le recensement de 2000, sa population est de 10 569 habitants.

## Comtés adjacents
- Comté de Montgomery, Kansas (nord)
- Comté de Labette, Kansas (nord-est)
- Comté de Craig (est)
- Comté de Rogers (sud)
- Comté de Washington (ouest)

## Principales villes
- Delaware
- Lenapah
- New Alluwe
- Nowata
- South Coffeyville
- Wann